# Liste der Baudenkmale in Ashburton
Die Liste der Baudenkmale in Ashburton umfasst alle vom New Zealand Historic Places Trust (NZHPT) als „Historic Place“ oder „Historic Area“ eingestuften Baudenkmale und Flächendenkmale der neuseeländischen Ortschaft Ashburton. Die Angaben stammen aus dem Register des NZHPT. Die Bezeichnungen der Baudenkmale orientieren sich an diesem Register. In die Liste werden auch bekannte Wahi Tapu (Area), kulturell und religiös bedeutsame Stätten und Gebiete der Māori, aufgenommen. Sie werden jedoch meist nicht publiziert.

| Bild           | Bezeichnung                              | Ort       | Anschrift                                       | Beschreibung                               | Bauzeit   | Eintrag           | Nummer | Kat. |
| -------------- | ---------------------------------------- | --------- | ----------------------------------------------- | ------------------------------------------ | --------- | ----------------- | ------ | ---- |
| BW             | Ashburton Glassworks                     | Ashburton | Ecke 8 Glassworks Road und Bremners Road Karte  | ehem. Gussglas-Fabrik, heute Getreidelager | 1926      | 22. Juni 2007     | 7707   | 1    |
| weitere Bilder | Church of the Holy Name                  | Ashburton | 58 Sealy Street, Allenton Karte                 | Kirche                                     | 1930–1931 | 5. September 1985 | 0284   | 1    |
| BW             | Longbeach Station Homestead              | Ashburton | 1034 Lower Beach Road, Longbeach Karte          | Wohnhaus einer Farm                        | 1938      | 27. Juni 1985     | 0270   | 1    |
| BW             | Longbeach Station Flourmill Waterwheel   | Ashburton | 1035–1043 Lower Beach Road, Longbeach Karte     | Wasserrad einer Mühle                      | 1875      | 28. Juni 2009     | 0271   | 2    |
| BW             | Akaunui                                  | Ashburton | 902 Long Beach Road Karte                       | Wohnhaus                                   | 1905      | 26. November 1981 | 1751   | 2    |
| BW             | Longbeach Station Cob Cottage            | Ashburton | 1034 Lower Beach Road, Longbeach Karte          | Wohnhaus                                   | 1860      | 26. November 1981 | 1759   | 2    |
| BW             | Longbeach Station Chapel                 | Ashburton | 1754 Longbeach Road, Longbeach Karte            | Kapelle einer Farm                         | n.a.      | 23. Juni 1983     | 1760   | 2    |
| BW             | Longbeach Station Cookshop               | Ashburton | 1034 Lower Beach Road, Longbeach Karte          | Küche einer Farm                           | 1880      | 23. Juni 1983     | 1761   | 2    |
| BW             | Longbeach Station Grigg's Stables        | Ashburton | 1034 Lower Beach Road, Longbeach Karte          | Stallungen einer Farm                      | 1880      | 23. Juni 1983     | 1762   | 2    |
| BW             | Riversdale                               | Ashburton | 83 Stranges Road Karte                          | Wohnhaus einer Farm                        | n.a.      | 26. November 1981 | 1763   | 2    |
| BW             | Riversdale Farm Buildings                | Ashburton | 83 Stranges Road Karte                          | Gebäude einer Farm                         | n.a.      | 26. November 1981 | 1764   | 2    |
| BW             | A.N.Z. Bank (Bank of Australasia Former) | Ashburton | 230-232 East Street und Tancred Street Karte    | Bankfiliale                                | 1939      | 26. November 1981 | 1801   | 2    |
| BW             | St Andrew's Presbyterian Church (Former) | Ashburton | 128 Havelock Street Karte                       | Kirche, ehemalige presbyterianische        | 1876      | 26. November 1981 | 1804   | 2    |
| BW             | House (H.D. Acland)                      | Ashburton | 105 Walnut Avenue Karte                         | Wohnhaus                                   | 1906      | 26. November 1981 | 1806   | 2    |
| BW             | Peter Cates Grain Store                  | Ashburton | 229-231 West Street Karte                       | Getreidelager                              | n.a.      | 26. November 1981 | 1807   | 2    |
| weitere Bilder | Presbytery                               | Ashburton | 58 Sealy Street, Allenton Karte                 | Pfarrei                                    | n.a.      | 26. November 1981 | 1808   | 2    |
| weitere Bilder | St Andrew's Presbyterian Church          | Ashburton | 130 Havelock Street Karte                       | Kirche, presbyterianische                  | 1906      | 26. November 1981 | 1809   | 2    |
| BW             | Canterbury Roller Flour Mills Mill House | Ashburton | 415-429 West Street Karte                       | Mühle                                      | 1912      | 26. November 1981 | 3078   | 2    |
| BW             | Federated Farmers Building               | Ashburton | 163-165 West Street und Tancred Street Karte    | Gebäude einer Farmervereinigung            | 1912      | 26. November 1981 | 3079   | 2    |
| BW             | House                                    | Ashburton | 21 Philip Street Karte                          | Wohnhaus                                   | 1923      | 26. November 1981 | 3082   | 2    |
| BW             | Tucker's Building                        | Ashburton | 147-159 West Street Karte                       | Laden                                      | 1900      | 26. November 1981 | 3084   | 2    |
| BW             | W. Patching Building                     | Ashburton | 179-185 West Street Karte                       | Laden                                      | 1878      | 26. November 1981 | 3085   | 2    |
| BW             | Sexton's Building (Ashburton Cemetery)   | Ashburton | Bremners Road und Seafield Road Karte (ungenau) | Gebäude auf dem Friedhof                   | 1870      | 12. Februar 1996  | 7305   | 2    |
| BW             | Mudbrick Cottage                         | Ashburton | Long Beach Road, RD3 Karte (ungenau)            | Wohnhütte aus Schlammziegeln               | 1860      | 1. Juni 2003      | 7517   | 2    |
| weitere Bilder | Ashburton Railway Station and Footbridge | Ashburton | 549 East Street Karte                           | Bahnhof und Fußgängerbrücke                | 1917      | 30. Juni 2006     | 7665   | 2    |